# Osiedle Baranówka
Osiedle Baranówka – osiedle nr XIX miasta Rzeszowa, usytuowane w dzielnicy Baranówka. Rozciąga się ono na północ od al. Wyzwolenia do ul. Miłocińskiej. 28 grudnia 2010 r. liczyło 10 735 mieszkańców, a według stanu na dzień 10 maja 2019 r. osiedle zamieszkiwały 10 552 osoby. Według stanu na 31 października 2019 r. osiedle liczyło 10 420 mieszkańców.
Do 11 czerwca 1991 r. osiedle oficjalnie nosiło nazwę Władysława Gomułki.
Obecnie nazwą osiedle Baranówka nazywamy tzw. dawną „Baranówkę IV”.
Osiedla nazywane kiedyś Baranówką I, II i III tworzą obecnie Osiedle Generała Władysława Andersa.
Na wybudowanym w latach 80. XX wieku osiedlu dominują bloki z wielkiej płyty przy ulicach Starzyńskiego, Osmeckiego, Miłocińskiej oraz Obrońców Poczty Gdańskiej, Raginisa, Ślusarczyka, Prymasa 1000-lecia, Kolbego. Część osiedla znajdująca się po zachodniej stronie ul. Obrońców Poczty Gdańskiej jest stale rozbudowywana.